# ユストゥス・メーザー

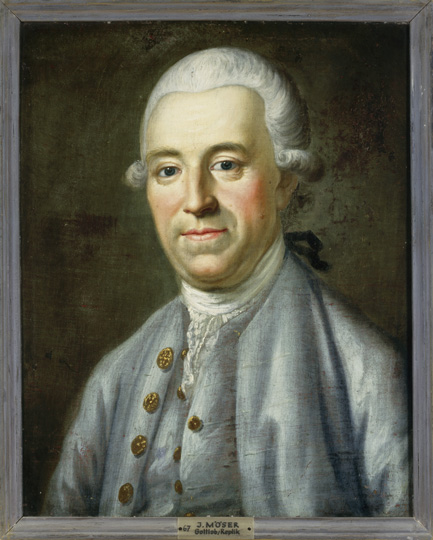
ユストゥス・メーザー, エルンスト・ゴットロープ画, 1777, ハルバーシュタットにあるGleimhaus 所蔵

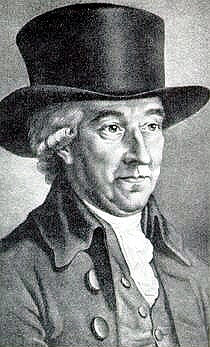
ユストゥス・メーザー

ユストゥス・メーザー (独：Justus Möser, 1720年12月14日 - 1794年1月8日) は、オスナブリュック出身のドイツの法学者、政治家、文学者、歴史家である。彼の娘は、ジェニー・フォン・フォイクトである。

## 生涯
メーザーは、父が官房長官を勤めていたオスナブリュックで生まれ育った。オスナブリュックのギムナジウムを卒業後、1740年からイェナ大学で、1742年からはゲッティンゲン大学で法学と文学を学んだ。1743年にはオスナブリュックで領邦諸身分の秘書官となったが、1744年には弁護士として辞職した。当時のオスナブリュック総督の恣意的な政治に対する精力的な反対行動が目立った結果、法的係争時の国家弁護士に任命された。1755年からは法律顧問を兼任し、騎士身分の権利を代表した。1768年には枢密顧問官試補となった。こうした地位に基づいて彼は生涯にわたってオスナブリュック司教領のあらゆる問題に大きな影響力を持つに至った。 1783年に枢密法務顧問官となった。メーザーは1763年から幼年のオスナブリュック領主大司教フレデリック（イギリス王ジョージ3世の第2王子）に代わり摂政政府を率いた。摂政政府は1784年にフレデリックがヨーク公に序せられてイギリスに滞在したためにずっと続いた。
メーザーが生涯を捧げた最も重要な仕事ともいえるのは、司法分野での仕事である。オスナブリュックという小さな領邦内では国制や習俗の中に古ゲルマンの生活の特徴が他の場所よりもはっきりと残存していたので、メーザーはゲルマン法をローマ法へと移し替えた。今日のドイツの法体系は彼の考えによって立つものである。
メーザーの作家としての著作は多岐にわたる。数多くの作品の中で政治、歴史、演劇、文学について意見を表明しており、啓蒙期のドイツ精神史にことさら重要な貢献を成し遂げている。「諸身分の詩人」として彼はとりわけ「愛国的ファンタジー」によって回想される。 レッシング、ヘルダー、ゲーテは彼のジャーナリストとしての仕事に賞賛の言葉を贈っている。所有権を保障され、自治によって政治生活において協働する自由な農民身分、市民身分はメーザーの政治的理想であった（彼らの地位をメーザーはとりわけ「株式理論」の中で根拠づけて説明している）。そういうわけで、ゲーテは彼を「オスナブリュックの家長」（Patriarchen von Osnabrück）と描写した。
メーザーはヨハン・クリストフ・ゴットシェートの劇場改革を攻撃し、アナクレオン派に対して批判的な分析をおこなった。1781年に彼はプロイセン王フリードリヒ2世のドイツ文学に対する一方的な評価を批判した。メーザーは後期作品の中で疾風怒濤運動にも関わった。
ジャーナリストとしてメーザーは、数多くの民俗学や慣習に関する論文を執筆し、「民俗学の父」という異名をとった。1766年に『週間オスナブリュック報知』を創刊した。メーザーは1782年まで編集を担当し、1792年まで論文を提供した。1774年にこの雑誌のために書いた論文の中から『愛国的ファンタジー』というタイトルで論集をまとめた。 この諸論文は様々な種類のテーマを平易な形で扱うという手本であり、「ハルレキン（アルレッキーノ）、あるいはグロテスク喜劇の擁護」や「ドイツの言語と文学について」のような小論である。重要な歴史的な作品は1768年の『オスナブリュック史』である。
歴史家としてメーザーは、有機的な歴史観を代表し、啓蒙主義の傾向、後にはフランス革命と対立した。クラウス・W・エプシュタインは彼を革命前の現状維持保守主義の権化であると特徴づけている。メーザーはドイツナショナリズムの発展に影響を与えた。
メーザーは著作の中で国家に同時代人とは違う定義を与えた。その定義とは、次のようなものである。国家とは領域ではなく、ある種の株式社会である。そこからは誰もが土地あるいはお金の一部を獲得し、 対抗策として分割所有と協働権を手に入れる。愛国者とは、土地のために戦いに赴くものというよりも、土地の繁栄を農業や産業、商業で促進するものである。
彼の墓標記念版はザンクトマリーエン教会のヨハネス・シュライターの窓の南側にある。1836年にはフリードリヒ・ドラーケによって作られた彫像がオスナブリュック大聖堂の中庭に設置された。 メーザーの生家は市場に隣接しているが、これは第二次世界大戦中に破壊され、再建されたものである。メーザーが最後の19年間住んでいた家は、基礎部分の一部だけ残っており、1902年にその上にメーザー中等学校（元の福音派市民学校）が建設された。

## 家庭生活
1746年にユリアーネ・エリーザベト・ブロウニングと結婚し、娘ジェニー、息子ヨハン・エルンスト・ユストゥス（1753-1773）をもうけた。

## 記憶
「ユストゥス・メーザー協会」が1987年から88年にかけてメーザーの生涯と著作について国内外の文学愛好者にとどまらない広い一般大衆がアクセスできるようにすることを目的として設立された。この協会はオスナブリュック歴史・地域研究協会の一部門である。
1988年からは「ユストゥス・メーザー資料館」がこの重要な人物の一生をたどる仕事を引き受けている。
ユストゥス・メーザーの業績をしのび、オスナブリュック市はユストゥス・メーザー勲章をオスナブリュックあるいはその地域に貢献したものに授与している。

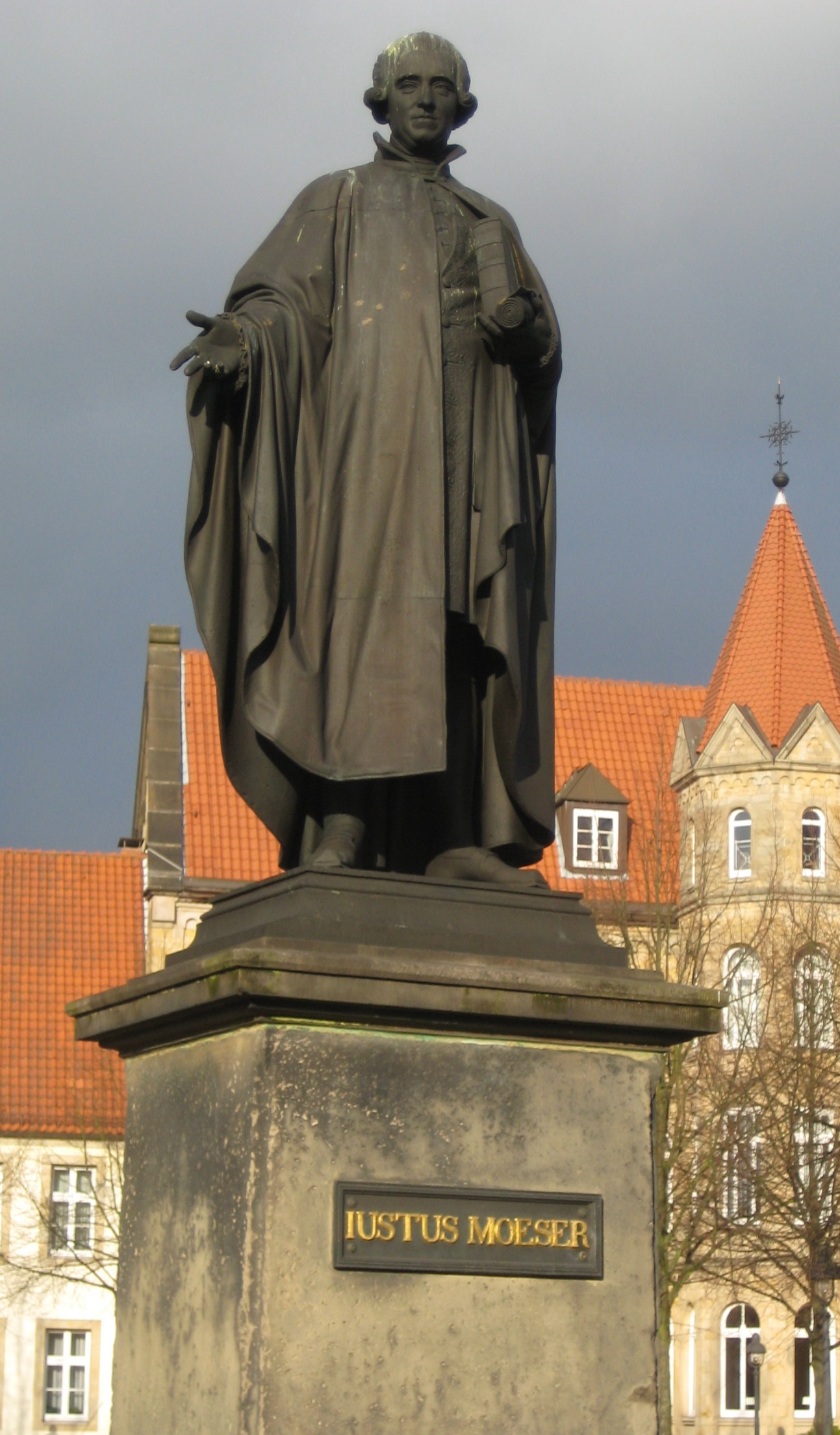
フリードリヒ・ドラーケ作のオスナブリュックのメーザー像 1836年に除幕

### 記念碑
彫刻家クリスティアン・ダニエル・ラオホの斡旋でまだ若かった彫刻家フリードリヒ・ドラーケは、オスナブリュックのためにユストゥス・メーザーの銅像を作るように「メーザー協会」の依頼を受けた。この記念碑は1836年9月12日に大聖堂の中庭で除幕をおこなった。

## 著作
- Harlekin oder Vertheidigung des Groteske-Komischen. 1761 (Digitalisat); neue verbesserte Auflage: Cramer, Bremen 1777 (Digitalisat).
- Osnabrückische Geschichte: Allgemeine Einleitung. Schmid, Osnabrück 1768 (Digitalisat, Digitalisat und Volltext - Deutschen Textarchiv)

neue vermehrte und verbesserte Auflage (in 2 Theilen): Nicolai, Berlin/Stettin 1780 (Digitalisat); 3. Theil (aus dem Nachlass): Nicolai, Berlin/Stettin 1819 (Digitalisat).
- Patriotische Phantasien (1.1775–4.1786). (Digitalisat und Volltext - Deutschen Textarchiv Bd. 1, Digitalisat und Volltext - Deutschen Textarchiv Bd. 2, Digitalisat und Volltext - Deutschen Textarchiv Bd. 3, Digitalisat und Volltext - Deutschen Textarchiv Bd. 4).
- Die Tugend auf der Schaubühne oder Harlekins Heirath: Ein Nachspiel in Einem Aufzuge. Nicolai, Berlin/Stettin 1798 (Digitalisat).
- Gesellschaft und Staat. Eine Auswahl aus seinen Schriften (= Der deutsche Staatsgedanke. Reihe 1: Führer und Denker. Bd. 3). Herausgegeben und eingeleitet von Karl Brandi. Drei Masken, München 1921 (Digitalisat).
- Sämtliche Werke. Historisch-kritische Ausgabe in 14 Bänden (in 16 Teilen). Stalling, Oldenburg/Osnabrück 1943–1990, ISBN 3-87898-255-0.
- Briefwechsel (= Veröffentlichungen der Historischen Kommission für Niedersachsen und Bremen. Bd. 21). Neu bearbeitet von William F. Sheldon in Zusammenarbeit mit Horst-Rüdiger Jarck. Hahn, Hannover 1992, ISBN 3-7752-5871-X.

## 日本語訳
- 『郷土愛の夢』 (近代社会思想コレクション）肥前榮一,山崎彰,原田哲史,柴田英樹訳. 京都大学学術出版会, 2009.4

## 関連書籍
- 坂井榮八郎『ユストゥス・メーザーの世界』刀水書房, 2004.12